# Nersia nigrosignata
Nersia nigrosignata är en insektsart som beskrevs av Stsl 1862. Nersia nigrosignata ingår i släktet Nersia och familjen Dictyopharidae. Inga underarter finns listade i Catalogue of Life.